# Саркомбой
Саркомбой (устар. Киселичная) — река в России, протекает по Ненецкому автономному округу. Длина реки составляет 13 км.
Начинается из безымянного озера, лежащего на высоте 62 метра над уровнем моря. Течёт в общем южном направлении по обильной озёрами тундре между сопок Болбанседа и Ласковседа. Пересекает Ненецкую гряду. Впадает в озеро Голодная Губа. Высота устья — 0,2 м над уровнем моря.

## Данные водного реестра
По данным государственного водного реестра России относится к Двинско-Печорскому бассейновому округу, водохозяйственный участок реки — Печора от водомерного поста Усть-Цильма и до устья, речной подбассейн реки — бассейны притоков Печоры ниже впадения Усы. Речной бассейн реки — Печора.
Код объекта в государственном водном реестре — 03050300212103000084213.